# Luján (kommunhuvudort)
Luján är en kommunhuvudort i Argentina.   Den ligger i provinsen Buenos Aires, i den centrala delen av landet, 70 km väster om huvudstaden Buenos Aires. Luján ligger 27 meter över havet och antalet invånare är 81 749.
Terrängen runt Luján är mycket platt. Det finns inga andra samhällen i närheten.
Trakten runt Luján består till största delen av jordbruksmark. Runt Luján är det ganska tätbefolkat, med 222 invånare per kvadratkilometer.